# 大島優子
大島 優子（おおしま ゆうこ、1988年〈昭和63年〉10月17日 - ）は、日本の女優で、女性アイドルグループAKB48の元メンバーである。
栃木県下都賀郡壬生町出身。太田プロダクション所属。夫は俳優の林遣都。

## 来歴
1996年、母親の薦めでセントラル子供劇団に所属し、子役として芸能活動を開始する。
2006年、『第二期AKB48追加メンバーオーディション』に合格し、AKB48に加入する。2007年1月、アニメOVAシリーズ『ICE〈劇場版〉』で初めて声優を務めた。12月、AKB48として『第58回NHK紅白歌合戦』に初出場した。
2008年6月30日、『弁護士 一之瀬凛子』シリーズ（TBS）に出演。2009年3月21日公開の映画『テケテケ』で映画初主演を務める。2010年1月 - 3月、『マジすか学園』（テレビ東京）に同名役で出演。2011年10月 - 12月、月9ドラマ『私が恋愛できない理由』（フジテレビ）にレギュラー出演。12月8日、ニホンモニター「2011年タレントCM起用社数ランキング」によると、女性タレント最多となる19社のCM に起用された。
2013年、映画『闇金ウシジマくん』の出演により第36回日本アカデミー賞 話題賞（俳優部門）に選出される。2014年6月9日、AKB48劇場で開催された『大島優子卒業公演』をもってAKB48を卒業した。
2015年1月 - 3月、連続ドラマ『銭の戦争』（関西テレビ）にレギュラー出演。前年に公開された映画『紙の月』で第38回日本アカデミー賞優秀助演女優賞を受賞する。4月、『ヤメゴク〜ヤクザやめて頂きます〜』（TBS）で連続ドラマ初主演。本作で第85回ザテレビジョンドラマアカデミー賞 主演女優賞を受賞した。8月、2作目の主演映画『ロマンス』公開。10月、『No.9 -不滅の旋律-』で、初めて本格的な舞台に出演。2016年3月、連続テレビ小説『あさが来た』（NHK総合）最終週に平塚明役にて、連続テレビ小説に初出演。2017年1月 - 3月、連続ドラマ『東京タラレバ娘』（日本テレビ）にレギュラー出演。
2017年8月、アメリカへ1年余り語学留学し、オレゴン州ポートランドにてホームステイをする。カレッジに通い、英語漬けの毎日を送っていたことを明かしている。2018年10月22日、留学からの帰国を自身のInstagramで報告した。
2019年1月から2月にかけて舞台『罪と罰』にソーニャ役で出演。2019年度後期の連続テレビ小説『スカーレット』（NHK総合）に戸田恵梨香演じるヒロインの幼なじみ・熊谷照子役でレギュラー出演、2021年には『青天を衝け』の伊藤兼子役でNHK大河ドラマに初出演し、どちらの作品でも役柄を的確に捉え自然に年を重ねる演技力が好評を博した。

## 受賞歴
2011年
- 第5回ブライダルジュエリープリンセス
- BLOG of the year 2011 女性部門

2012年
- 第6回JAPAN CUTS〜ジャパン・カッツ!「Cut Above Award for Outstanding Debut」
- 第23回日本ジュエリーベストドレッサー賞 20代部門

2013年
- 第36回日本アカデミー賞 話題賞（俳優部門） - 『闇金ウシジマくん』

2014年
- 第27回小学館DIMEトレンド大賞 話題の人物賞
- 第39回報知映画賞 助演女優賞 - 『紙の月』
- 第36回ヨコハマ映画祭 助演女優賞 - 『紙の月』
- 第38回日本アカデミー賞 優秀助演女優賞 - 『紙の月』
- 第24回東京スポーツ映画大賞 助演女優賞 - 『紙の月』
- 第1回カバーガール大賞 Weekly Magazine部門大賞

2015年
- 第85回ザテレビジョンドラマアカデミー賞 主演女優賞 - 『ヤメゴク〜ヤクザやめて頂きます〜』
- VOCEベストコスメ年間グランプリ THE BEST BEAUTY OF THE YEAR

2016年
- WOWOW 勝手に演劇大賞2015・女優賞 - 『No.9－不滅の旋律－』

2020年
- BVLGARI AVRORA AWARDS ブルガリ アウローラアワード

## 出演

### 映画
- 大怪獣東京に現わる（1998年9月26日、松竹） - 祭の少女 役
- 千里眼 of the end of century（2000年6月10日、東映） - 岬美由紀（幼少期） 役[46]
- 伝染歌（2007年8月25日、松竹） - 夏野あんず 役[47]
- ICE〈劇場版〉（2008年11月29日、イーネットフロンティア） - リンネ 役
- 櫻の園 -さくらのその-（2008年11月8日、松竹） - 沢美登里（ワーリャ） 役[48][49]
- テケテケ（2009年3月21日、アートポート） - 主演・大橋可奈 役
- テケテケ2（2009年3月21日、アートポート） - 大橋可奈 役
- 銀色の雨（2009年11月28日、エスピーオー・マジックアワー） - みのり 役
- 渋谷（2010年1月9日、ビーワイルド） - ユウ 役
- スイートリトルライズ（2010年3月13日、ブロードメディア・スタジオ） - 岩本文 役[50]
- さんかく（2010年6月24日、日活） - ファミレスのウェイトレス 役 ※友情出演[51]
- 闇金ウシジマくん（2012年8月25日、S・D・P） - 鈴木未來 役[52]
- 劇場版 SPEC〜結〜 漸ノ篇/爻ノ篇（2013年11月1日・11月29日連続公開、東宝） - 白い女 / 青池潤 役[53]
- 紙の月（2014年11月15日、松竹） - 相川恵子 役[54]
- ロマンス（2015年8月29日、東京テアトル） - 主演・北條鉢子 役[20][55]
- 真田十勇士（2016年9月22日、松竹・日活） - 火垂（ほたる） 役[56]
- 疾風ロンド（2016年11月26日、東映） - 瀬利千晶 役[57]
- ラブ×ドック（2018年5月11日、アスミック・エース） - 観光協会のスタッフ 役 ※友情出演[58]
- 生きちゃった（2020年10月3日、フィルムランド） - 山田奈津美 役[59][60]
- 明日の食卓（2021年5月28日、KADOKAWA・WOWOW） - 石橋耀子 役[61][62]
- 妖怪大戦争 ガーディアンズ（2021年8月13日、東宝・KADOKAWA） - 雪女 役[63][64]
- ボクたちはみんな大人になれなかった（2021年11月5日、ビターズ・エンド） - 石田恵 役[65][66]
- 女子高生に殺されたい（2022年4月1日、日活） - 深川五月 役[67]
- とんび（2022年4月8日、KADOKAWA） - 幸恵 役[68][69]
- 七人の秘書 THE MOVIE（2022年10月7日、東宝） - 風間三和 役[70]
- 天間荘の三姉妹（2022年10月28日、東映） - 天間のぞみ 役[71][72]
- 映画ネメシス 黄金螺旋の謎（2023年3月31日、ワーナー・ブラザース映画） - 上原黄以子 役[73]

### テレビドラマ

#### 連続ドラマ
- ひよこたちの天使（1996年4月15日 - 5月31日、TBS、花王 愛の劇場）
- ラブの贈りもの（1996年7月22日 - 8月30日、TBS、花王 愛の劇場） - 友達 役
- D×D（1997年7月 - 9月、日本テレビ、土曜グランド劇場） - 円城寺園子（幼少期） 役
- LOVE&PEACE（1998年4月18日 - 7月4日、日本テレビ、土曜ドラマ） - 太田明日香（幼少期） 役
- 東京庭付き一戸建て（2002年7月10日 - 9月4日、日本テレビ） - 福田夏深 役 ※初レギュラー作
- 弁護士 一之瀬凛子シリーズ（2008年 - 、TBS、月曜ゴールデン） - 大屋恵 役
  - 弁護士 一之瀬凛子（2008年6月30日）
  - 弁護士 一之瀬凛子2（2010年1月18日）
  - 弁護士 一之瀬凛子3（2010年12月6日）
- 参議院議員候補マミ（2008年11月17日 - 2009年6月9日、TBS、1分半劇場） - 小島ユウコ 役
- 風に舞いあがるビニールシート（2009年5月30日 - 7月4日、NHK総合、土曜ドラマ） - 川井千鶴 役[74]
- マジすか学園（2010年1月8日 - 3月26日、テレビ東京、ドラマ24） - 大島優子 役[10]
- エンゼルバンク〜転職代理人（2010年1月14日 - 3月11日、テレビ朝日、木曜ドラマ） - 小笠原マナミ 役[75]
- 霊能力者 小田霧響子の嘘（2010年10月10日 - 12月5日、テレビ朝日、日曜ナイトドラマ） - 飯伏薫 役[76]
- 桜からの手紙 〜AKB48 それぞれの卒業物語〜（2011年2月26日 - 3月6日、日本テレビ） - 大島優子 役
- マジすか学園2（2011年4月15日 - 7月1日、テレビ東京、ドラマ24） - 大島優子・大島優香・大島優希 役
- 私が恋愛できない理由（2011年10月17日 - 12月19日、フジテレビ） - 半沢真子 役[77]
- カエルの王女さま（2012年4月12日 - 6月21日、フジテレビ） - 野々村まひる 役[78]
- 安堂ロイド〜A.I. knows LOVE?〜（2013年10月13日 - 12月15日、TBS） - 沫嶋七瀬 役[79]
- 銭の戦争（2015年1月6日 - 3月17日、関西テレビ） - 紺野未央 役[80]
- ヤメゴク〜ヤクザやめて頂きます〜（2015年4月16日 - 6月18日、TBS） - 主演・永光麦秋 役[18]
- 連続テレビ小説（NHK総合）
  - あさが来た （2016年3月26日、29日、30日） - 平塚明（のちの平塚らいてう） 役[22][23][81]
  - スカーレット（2019年9月30日 - 2020年3月28日） - 熊谷照子 役[82][83]
- 東京タラレバ娘（2017年1月18日 - 3月22日、日本テレビ） - 鳥居小雪 役[84]
  - 東京タラレバ娘2020（2020年10月7日）[85]
- コートダジュールN゜10（ナンバーテン） WOWOW版（2017年11月20日 - 12月18日、全5話、WOWOW）[注釈 5][86][87]
- 彼らを見ればわかること（2020年1月11日 - 2月29日、WOWOW） - 鴨居流美 役[88]
- 七人の秘書（2020年10月22日 - 12月10日、テレビ朝日） - 風間三和 役[89]
- 神様のカルテ（2021年2月15日 - 3月8日、テレビ東京） - 東西直美 役[90]
- ネメシス（2021年4月11日 - 6月13日、日本テレビ） - 上原⻩以子 役[91]
- 正義の天秤（2021年9月25日 - 10月23日、NHK総合） - 雨宮久美子 役[92]　
  - 正義の天秤 season2（2023年5月6日 - 6月3日、NHK総合）[93]
- 大河ドラマ 青天を衝け（2021年11月7日 - 12月26日、NHK総合） - 伊藤兼子 役[31][94]
- すべて忘れてしまうから（2023年10月14日 - 12月16日、テレビ東京） - 謎の美女 役[注釈 6]
- アンチヒーロー（2024年4月14日 - 6月16日、TBS） - 白木凛 役[96][97]
- GO HOME〜警視庁身元不明人相談室〜（2024年7月13日 - 9月28日、日本テレビ） - 月本真 役[98][99]

#### スペシャルドラマ・単発ドラマ
- 狼女の子守唄（2002年12月16日、TBS、月曜ミステリー劇場） - 狼女（幼少期） 役
- 京都食い道楽!古本屋探偵ミステリー2（2004年5月28日、フジテレビ、金曜エンタテイメント） - 浅村由香里 役
- ほんとにあった怖い話（2005年2月28日、フジテレビ） - 木下聡子 役
- 悪女の一生〜芝居と結婚した女優・杉村春子の生涯〜（2005年11月26日、フジテレビ、プレミアムステージ）
- 我はゴッホになる! 〜愛を彫った男・棟方志功とその妻〜（2008年10月25日、フジテレビ、土曜プレミアム）
- ほんとにあった怖い話 夏の特別編2010 AKB48まるごと浄霊スペシャル「赤いイヤリングの怪」（2010年8月24日、フジテレビ） - 主演・綿引昌代 役[100]
- ブラックボード〜時代と戦った教師たち〜 第1夜（2012年4月5日、TBS） - 市原孝美 役[101]
- 世にも奇妙な物語 2012年 秋の特別編「心霊アプリ」（2012年10月6日、フジテレビ） - 主演・立花さおり 役[102]
- So long ! 第2話（2013年2月12日、日本テレビ） - 倉林美帆 役[103]
- WONDA×AKB48 ショートストーリー「フォーチュンクッキー」 （2013年7月7日、フジテレビ） - 森川優香 役[104]
- 神様のベレー帽〜手塚治虫のブラック・ジャック創作秘話〜（2013年9月24日、関西テレビ） - 小田町咲良 役[105]
- SPEC〜零〜（2013年10月23日、TBS） - 白い女 役[106]
- 教場（2020年1月4日・1月5日、フジテレビ） - 楠本しのぶ 役[107]
  - 教場II（2021年1月3日）[108]
- 十三人の刺客（2020年11月28日、NHK BSプレミアム） - あき 役[109]
- 七人の秘書スペシャル（2022年10月2日、テレビ朝日） - 風間三和 役[110]

#### ゲスト出演
- バージンロード（1997年1月6日 - 3月17日、フジテレビ） - 桜井和美（幼少期） 役（写真出演）
- 電磁戦隊メガレンジャー 第40話（1997年11月30日、テレビ朝日） - 少女（ネジイエロー） 役
- 千年王国III銃士ヴァニーナイツ 第2話（1999年4月9日、テレビ朝日）
- らせん 第6話・第7話（1999年8月5日・8月12日、フジテレビ、木曜劇場） - 亜美 / 里美 役
- アンティーク 〜西洋骨董洋菓子店〜 第4話（2001年10月29日、フジテレビ） - 大林加代子 役
- 危険なアネキ 第3話（2005年10月31日、フジテレビ） - 愛の友人 役
- 栞と紙魚子の怪奇事件簿 第12話・第13話（最終話）（2008年3月22日・3月29日、日本テレビ、サタデーTVラボ） - 勅使河原りえ 役
- キャットストリート 第2話 - 第4話（2008年9月4日 - 9月18日、NHK総合、ドラマ8） - 平野ユミ 役
- Cafe吉祥寺で 第8話 - 第10話（2008年10月8日 - 10日、テレビ東京、Lドラ） - 篠原美里 役
- 三代目明智小五郎〜今日も明智が殺される〜 第4話（2010年5月4日、毎日放送、木曜深夜ドラマ） - 桃子 役
- Dr.伊良部一郎 第7話（2011年3月20日、テレビ朝日、日曜ナイトドラマ） - 大島優子 役
- ガリレオ 第2シーズン 第3章「心聴る」（2013年4月29日、フジテレビ） - 脇坂睦美 役[111]
- マジすか学園5 第2話（2015年8月25日、日本テレビ） - 優香 役

### ネット配信
- Yahoo ライブトーク（2008年1月8日、Yahoo! JAPAN）
- コートダジュールN゜10（ナンバーテン） Hulu版（2017年11月28日配信開始、全4話、Hulu）[注釈 7][86][87]
- 七人の秘書 オリジナルスピンオフドラマ「ザ・接待〜秘書のおもてなし〜」（2020年11月5日配信開始、全5話、TELASA） - 風間三和 役[112]
- 上下関係（2021年7月30日配信開始、全10話、LINE NEWS VISION） - 山羽野々花 役[113]
- すべて忘れてしまうから（2022年9月14日配信開始、全10話、Disney+） - 謎の美女 役[注釈 8][114][95]

### 舞台
- スジナシ BLITZシアター Vol.1 Supported by TOYOTOWN ICE GARDEN（2015年3月3日、東京・赤坂BLITZ）[115]
- No.9 -不滅の旋律- （2015年10月10日 - 25日、東京・赤坂ACTシアター／10月31日 - 11月4日、大阪・オリックス劇場／11月13日 - 15日、福岡・北九州芸術劇場 大ホール） - マリア 役[116][117]
- 美幸-アンコンディショナルラブ-（2016年5月12日 - 24日、東京・本多劇場／5月27日 - 30日、大阪・サンケイホールブリーゼ） - 主演・美幸 役[118]
- Bunkamura 30周年記念 シアターコクーン・オンレパートリー 2019 DISCOVER WORLD THEATRE vol.5「罪と罰」（2019年1月9日 - 2月1日、東京・Bunkamuraシアターコクーン／2月9日 - 17日、大阪・森ノ宮ピロティホール） - ソーニャ 役[29]
- 朗読劇 ラヴ・レターズ 2019 Autumn Special（2019年11月2日、東京・新国立劇場） - メリッサ・ガードナー 役[119]

### 声の出演

#### 劇場アニメ
- それいけ!アンパンマン ミージャと魔法のランプ（2015年7月4日、東京テアトル） - ミージャ 役[120]

#### アニメ映画
- メリダとおそろしの森 （2012年7月21日、ディズニー） - ディズニープリンセス・王女メリダ 役[121]
- シュガー・ラッシュ:オンライン（2018年12月21日、ディズニー） - メリダ 役[122]

#### 海外アニメ
- ちいさなプリンセス ソフィア「ひみつのとしょしつ」（2016年2月11日、ディズニー・チャンネル） - メリダ 役[123]

#### 人形劇
- もしものときのがんこちゃん 「じしんがおきたら」（2021年2月23日、NHK Eテレ） - ランププ 役[124]
  - 第2弾「火山がふんかしたら」（2021年3月31日）
  - 「富士山がふんかしたら」（2021年4月25日）
  - 第3弾「大雨がふったら」（2022年7月26日）[125]

#### 映画
- マダム・ウェブ（2024年2月23日、ソニー・ピクチャーズ エンタテインメント） - キャシー・ウェブ / マダム・ウェブ 役〈ダコタ・ジョンソン〉[126]

### ラジオ
- AKB48 今夜は帰らない…（2008年4月5日 - 11月22日、CBCラジオ）
- リッスン? 〜Live 4 Life〜（2010年12月度・2011年1月3日・8月21日・2013年1月1日、文化放送） - 火曜パーソナリティ

### 音声ガイド
- ミラノ ポルディ・ペッツォーリ美術館 華麗なる貴族コレクション - 展覧会ナビゲーター[127]
  - 東京展（2014年4月4日 - 5月25日、Bunkamuraザ・ミュージアム）
  - 大阪展（2014年5月31日 - 7月21日、あべのハルカス美術館）

### ドキュメンタリー

#### 出演
- 池上彰の戦争を考えるSP 〜戦争はなぜ始まり、どう終わるのか〜（2010年8月15日、テレビ東京）
- 情熱大陸（毎日放送）
  - 【大島優子▽AKB48が心配です…】（2013年10月20日）[128]
  - 【800回記念スペシャル▽ぼくらは、1988年生まれ】（2014年5月4日・11日）
- “救世主”か“怪物”か 始動！AI進化論（2020年1月3日、BSテレ東） - 取材担当[129]
- とちスペ 8Kで迫る きのこワンダーランド（2020年11月22日、NHK BS8K）[130]

#### ナビゲータ
- イタリア ミラノ 美をめぐるものがたり〜麗しの邸宅美術館×ルネサンスの“横顔美人”〜（2014年4月18日（TBS）、4月27日（BS-TBS）） - スペシャルナビゲーター[131]
- 感動地球スペシャル 大島優子のアイスランド〜オーロラ舞う火山島〜（2016年3月6日、フジテレビ系（制作著作・テレビ静岡）） - 旅人[132]
  - 感動地球スペシャル カリブ海と聖なる泉〜大島優子 メキシコの旅（2017年3月5日、フジテレビ系） - 旅人[133]
  - 感動地球スペシャル 大島優子ネパールに行きたい!天空のヒマラヤと野生の楽園を巡る（2018年3月4日、テレビ静岡・フジテレビ系） - 旅人[134][135]

#### ナレーション
- アスリートの魂「世界一のサイドバックに サッカー 長友佑都」（2011年5月9日、NHK総合） - ナレーション
- ありがとうを3.11に伝えよう委員会（2021年3月13日、NHK総合） - ナレーション[136]
- ザ・ノンフィクション
  - 「ボクらの丁稚物語 2022〜涙の迷い道と別れ道〜」（2022年2月27日（前編）／3月6日（後編）、フジテレビ） - 語り[137][138]
  - ＜サンデードキュメンタリー＞ザ・ノンフィクション特別編「ボクらの丁稚物語 〜泣き虫同期 5年の記録〜」（2022年2月27日、BSフジ） - 語り[139]
- 最後の講義「10代で世界に挑んだ伊達公子が語る挑戦の光と闇」（2025年2月5日、NHK Eテレ） - ナレーション

## 作品

### 映像作品
- adolescence（2003年10月3日、笠倉出版社）ISBN 9784773020588
- ゆうらりゆうこ（2008年12月19日、竹書房）ISBN 978-4812436936
- と、ゆうこと。（2009年12月6日、ワニブックス）ISBN 978-4-8470-4224-9
- 君は、僕のもの（2010年11月10日、キングレコード）[141]

### CM

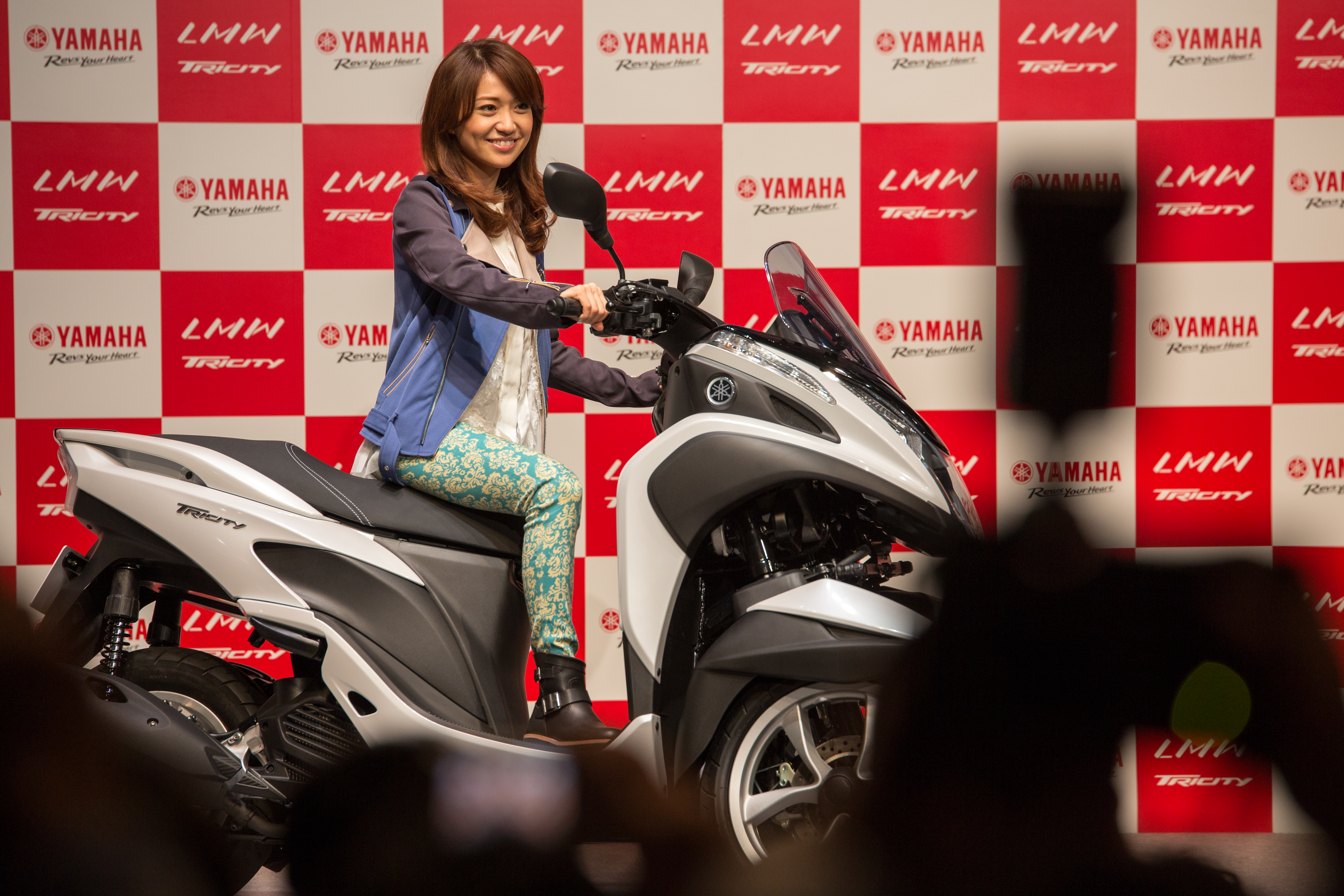
ヤマハ・トリシティ発表会（2014年7月1日）

## 広告などの起用

### 行政広報
- 警察庁 非行防止運動・薬物乱用防止（2005年）
- 東京都 TOKYO体操（2008年10月 - 2009年8月）
- 財務省・東日本大震災個人向け復興国債（2012年冬季）[206][207]
- 総務省統計局 「平成25年住宅・土地統計調査」（2013年9月 - 10月）[208][209][210]

### イベント
- AKB48 チームK大島優子香港来港記念イベント ミニライブ&握手会（2011年2月26日、香港・西九龍中心イベントホール）
- 「FINAL FANTASY XIII-2」発売カウントダウンイベント（2011年12月15日、ビックカメラ有楽町店） - ゲスト[211]

## アイドル時代

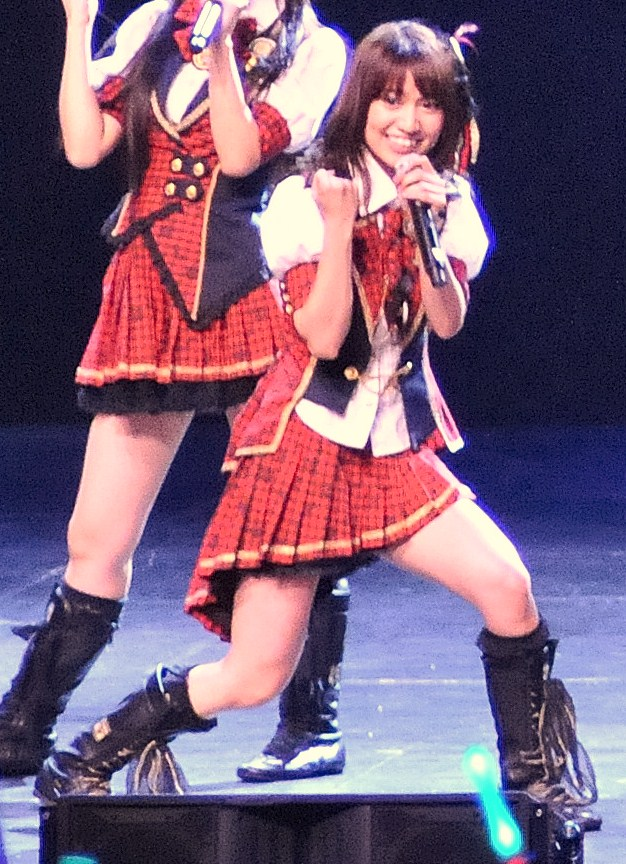
AKB48時代（2010年7月1日）

2000年ごろからジュニアアイドルとして活動し、2005年にはTHE ALFEEの高見沢俊彦がサウンド・プロデュースした総勢25人のジュニアアイドルユニット「Doll's Vox」 に所属していた。
2006年2月26日に『第二期AKB48追加メンバーオーディション』に合格した。4月1日、AKB48劇場でのチームK初日公演において公演デビューをした。12月、AKB48として『第58回NHK紅白歌合戦』に初出場した。
2009年6月から7月にかけて実施された『AKB48 13thシングル 選抜総選挙「神様に誓ってガチです」』では2位となり、メディア選抜入りする。翌年の2010年に実施された『AKB48 17thシングル 選抜総選挙』では1位となり、「ヘビーローテーション」で初のシングル楽曲のセンターとなった。また、2年後の2012年に実施された『AKB48 27thシングル 選抜総選挙』でも1位となった。　
2009年9月15日、アメーバブログにて「大島優子オフィシャルブログ『ゆうらり ゆうこ』」をスタート。2010年11月10日、DVD『君は、僕のもの』をリリース。2011年1月、北原里英、指原莉乃、横山由依とともに新ユニット「Not yet」を結成し、デビューシングル曲「週末Not yet」を披露する。
2013年12月31日、『第64回NHK紅白歌合戦』においてAKB48を卒業することを発表した。2014年6月8日、味の素スタジアムで卒業コンサートを行い、翌日の6月9日、AKB48劇場で開催された『大島優子卒業公演』をもってAKB48を卒業した。2014年10月15日の更新を最後にオフィシャルブログ『ゆうらり ゆうこ』を終了。その後、公式サイトで会員限定のブログを開始する。

## 人物
- 座右の銘は高校時代の恩師の言葉である「十人十色、己を信じ精進せよ」[222]。
- 憧れの女優は永作博美。香川照之の女版になることが目標[223]。
- AKB48時代の同期である秋元才加や宮澤佐江とは互いを「心友」「心友トリオ」と呼び合う間柄であり、プライベートでも親交が深い。2019年には「SyS diving 同好会」というスキューバダイビング同好会を結成した[224]。元AKB48のメンバー以外では、ドラマや映画で共演経験のある吉高由里子や榮倉奈々[225]、戸田恵梨香[226]、菜々緒[227]などと交友がある。
- 小学校3、4年生からゆずのファンであり、ゆずの地元である横浜市磯子区岡村にも足を運ぶほどである。好きな楽曲は「心のままに」、「傍観者」[228]。なお、北川悠仁も大島のファンであることを公言している。また、桑田佳祐の楽曲も好んでおり、旅行をした際の移動時のBGMとしてアルバム『MUSICMAN』をかけていた旨を当時のブログで綴っている[229]。
- 好きなスポーツはスノーボード[注釈 13]、サッカー[231]、好きな物はスニーカー、爬虫類[222]。嫌いな物は風船[232]。
- ダッフィー集めをしており、ブログでも度々登場していた[233]。

### 家族
- 日本人の父親、日本とアメリカのハーフの母親の元に生まれたクォーター[234]。兄がいる[235]。小学校卒業後、神奈川県横浜市から栃木県に転居するが、その直後に両親が離婚して、自身は父親のほうに付いて父子家庭で育つ。母親とは高校時代に再会した[236]。
- 2021年7月29日、俳優の林遣都と結婚することが双方の所属事務所より発表された[6]。2012年の映画「闇金ウシジマくん」で初共演。その後、2019年後期のNHK連続テレビ小説「スカーレット」で急接近し、約1年の交際期間を経てゴールイン[237]。同年8月14日に行われた映画『妖怪大戦争 ガーディアンズ』の初日舞台あいさつに出席した際は既に婚姻届を提出していたことが関係者の話で明らかにされた[238]。2023年1月5日、第1子を出産したことを公式サイトを通じて報告した[239][240]。2025年5月27日、自身のInstagramを更新し、第2子を出産したことを報告した[241]。

### アイドル時代のエピソード
- AKB48の中心メンバーの1人であり、じゃんけん選抜を除いたすべてのシングル表題曲の選抜メンバーに選出されている。さらに前田敦子・渡辺麻友・高橋みなみらとともに多数のメディアや雑誌への露出をはじめ、多方面からエースの1人として扱われた。
- AKB48デビュー当時は栃木県から通っており、夕方にレッスンのために東京に行き、夜間に帰宅するという生活だった[242]。その時期を乗り越えられたのは、毎日弁当を作って車で送り迎えして支えてくれた父親の存在が一番大きかったとインタビューで答えている[27]。
- メンバーの中では足が速く、運動神経も良い。2009年10月10日に開催された『AKB48 チーム対抗大運動会〜絆よ永遠に〜』でのスプリンター決定戦で優勝し、NO.1スプリンターに輝いた。また、Not yet「波乗りかき氷」のPV撮影でサーフィンをした時には初挑戦だったにもかかわらず、10分程度で波に乗れるようになり、「1時間はかかると思っていたのに」と大島自身が驚くほどであった[243]。
- 自身のソロ曲である「泣きながら微笑んで」を持ち歌としている。毎回ステージに出る前には、音程を取るため増田有華が手を握り締めながら歌ってくれていた[236]。
- お気に入りのAKB48の楽曲は、チームAの「背中から抱きしめて」である[244]。